# Контрола ваздушног простора
Контрола ваздушног простора је безбедно управљања ваздушним саобраћајем које спроводе агнеције за пружање услуга у ваздушном саобраћају и простору из своје надлежности, и на контролисаним аеродромима на редован, ефикасан и пре свега безбедан начин.
Свака од агенција за контролу ваздушног простора на простору Европе интегрисана је у целокупни система управљања ваздушним саобраћајем (европски ATM систем), који се непрекидно развија. Тиме се обезеђује јединствено европског неба (SES) кроз сарадњу са регионалним и пан-европским пословним и институционалним установама.

## Историјат
Прва аеродромска контрола летења у свету основана је у Уједињеном краљевству 1921. година на аеродрому Кројдон у Лондону.
У САД, прва аеродромска контрола летења уведена је 1922. после Првог светског рата када су САД почела да користе у Америчкој војсци техники развијене система за праћење ваздухоплова, уз чију помоћ су усмеравали и пратили кретање својих извиђачких авиона, у зони договорности ваздухопловне базе.
Први контролни торањ, у Северној Америци, који је регулисао доласке, одласке и кретање авиона по маневарским површинама на одређеном аеродрому, отворена је у Кливленду 1930. године.
Први ваздухопловно контролни центар за контролу ваздушног саобраћаја који је пратио кретање ваздухоплова од местра поласка  до одредишта у САД, отворен је у Њуарку, Њу Џерзи 1935, а потом у Чикагу и Кливленду, 1936. године.
Рани облици контроле ваздушног саобраћаја заснивали су се на „процедуралној контроли”. Пилот је обавештавао контролу лета о прелетењу одређиних тачака дуж јасно одређених коридора за летење. Податке је користи контролор летења независно од навигатор у авиону, тако да ако је навигатор податке погрешно обрачунавао и контролор летења је такође добијао погрешне пофдатке о положају авиоана.
Након увођења радара 1950. године, за праћење и контролу ваздушног простор, не само да је побољшана контроле летења ваздухоплова, већ је проширена зона одговорности једног аеродрома на 8-18 километара. Када је почео да користи такозвани „основни радар”, који је користио енергију одбијену од трупа авиона, настао је велики скок у погледу функционисања контроле ваздушног саобраћаја. Контролор је тиме добио независтан извор информација о локацији авиона. Основни радар, међутим, имао је недостатака. Одјеци сигнала били су статични, ограничене покривености, подложни на утицај времена, стварали су јаку буку, нису давали аутоматске податке о идентификације ваздухоплова, и прецизне података о висини и брзини авиона. Основни радар се и даље користи, али је његова функционалност побољшана применом рачунара.
Неке земље су потпуно повукле из употребе основни радар за контролу цивилног ваздушнног саобраћаја. Тако да се ова врста радара користи само у системима ПВО јер је у стању да детектује циљеве без обзира на њихову опрему или жељу да буду откривени.
Следећи корак у контроли лета била је комбинована примена такозваног „секундарног контролног радара” и рачунара. Рад секундарног радара заснован је на принципу „питање - одговор”. Авион је опремљен транспондером, аутоматском радио станицом. Ова радио станица емитује сигнал као одговор попут радарског сигнала. Систем има многе предности. Сигнални одговор преноси се на различите фреквенције према захтеву, тако да је секундарни радар отпоран на сопствени ехо. Захваљујући сигналном одговору нови сигнал не одражава преосталу енергију, тако има много већи опсег и самим тим мању снагу примењеног радарског зрачења. Поред тога, сигнални одговор је кодирана, додем идентификационог кода, а висина ваздухоплова произилази из авионског барометарског висинометрома. Основна мана средњег радара је да његово функционисање зави од исправности транспондера. Авион са отказом или без транспондера за секундарни надзорни радар је невидљиве.
У нардедној развојној фази опремања контроле летења савременом опремом за навигацију, долази до увођења тзв. централизованог компјутерског система. Овај систем омогућава брзу обраду сигнала и пренесених податке у централну контролу ваздушног саобраћаја у дигиталном облику. Тако сада, једна компјутеризована јединица може покривати веома велико подручје са више радара укључених у овај систем. Наиме компјутерски софтвери омогућили су промену облика презентације радарских података. То  је контролорима летења омогућило лакше и брже тумачење радарске слике. Класични слика на монитору замењена је компјутерском графиком. Захваљујући овим уређајима контролор лета сада има податке о: идентитету, надморској висини и брзини авиона, као и целокупни план летања за све авионе који су видљиве на истом екрану. Систем такође, додуше ограничено, може смањити ризик судара авиона правовременим откривањем опсаности.
Следећи корак у еволуцији рада контроле летења било је унвођење у радарске системе и извора позиционих података ваздухоплова са сателита. Универзални приступ сателитској навигацији направио је револуционарне измену у контроли ваздушног саобраћаја јер ваздухоплов сада аутоматски пријављује своју позицију (са високом прецизношћу). Предност овог система је и та да су његови извештаји доступни не само за контролу лета, већ и за друге ваздухоплове који су тренутно у ваздуху.

### Централизација контроле ваздушног саобраћаја
Са све већим растом ваздушног саобраћаја у свету, настао је велики проблем у непоштовању плана летења, који је имао за последицу честа кашњењења ваздухоплова у полетању и слетању и непоштовање плана летења. На овакво стање највише је утицао недостатак координације између различитих органа управљања ваздушним саобраћајем. 
Зато се, од 1960. године, приступило централизованом начину контроли ваздушног саобраћаја на европском нивоу. Усвојен је међународна конвенција из 1960. године, која је измењена 1997. године, на основу које је 1963. основана међународна Европска организација за безбедност ваздушне пловидбе (engl. EUROCONTROL, European Organisation for the Safety of Air Navigation), са три основна тела: комисија, привремени савет и агенција. Седиште EUROCONTROL-а је у Бриселу, а пословнице у Белгији, Холандији, Француској, Луксембургу, Чешкој Републици и Мађарској.
Основни и пре свега примарни циљеви рада новооованог EUROCONTROL-а трбало је да буду:
- Развој непрекинутог, свеевропског система управљања ваздушним саобраћајем.
- Успешно суочавање региона са предвиђеним растом саобраћаја.
- Одржавање високог ниво безбедности ваздушног саобраћаја.
- Смањење трошкова свих учесника у ваздушном саобраћају
- Заштита животне средине.

Тако је настао централизован систем управљања свим токовима у ваздушном саобраћаја који је обухватио све земље земље које су приступиле Европској организацији за безбедност ваздушне пловидбе. Тако је створен јединствени систем пружања информација и контроле ваздушног саобраћаја.
Кризна капацитета у ваздушном саобраћају (1980 - 1990) дала је Европској организацији за безбедност ваздушне пловидбе прилику да развију своје активности у оквиру ЦФМУ и управљање паневропском мрежом. Међути појава новог учесника у овом послу, Европска комисије и програма „слободно небо” улога EUROCONTROL-а била озбиљно угрожена. 
Оснивањем Европске агенције за безбедност ваздушног саобраћаја (енгл. EASA, European Aviation Safety Agency), Европске уније све обавезе и задаци требало је да пређу у њену надлежност. Ревидиранеу Конвенцију највероватније неће ратификовати све држава, јер је кретање приватизације националних пружаоца услуга у ваздушном саобраћају дубоко нарушио улогу агенције у управљање мрежом, паневропских токова у ваздушном саобраћају.
На основу усвојене конвенције, Европска агенција за безбедност ваздушног саобраћаја надлежна је за:
- Саветовање Европске уније у изради нацрта новог законодавства
- Спровођење и надзор безбедносних правила, укључујући и провере у државама чланицама
- Сертификацију типова авиона и његових компоненти, као и давање овлашћења организацијама укљученим у пројектовање, израду и одржавање ваздухопловних производа.
- Издавање одобрења операторима у земљама ван ЕУ.
- Анализе и истраживања у области безбедности летења.

Да би се разрешио овај деликатан спор из састава ЈАА у ЕАСА одређена је радна група у чијем саставу су биле све земље чланице ЕАСА и земље које нису чланице ЈАА, Агенције, Европска комисија и ЈАА. У јулу 2005. године, радна група је објавила први план за прелазак из ЈАА у ЕАСА, са утврђеним приоритетима, методама извршења и роковима за спровођење одлука донете на састанку Јалти са роком реализације и унапређења контроле ваздушног саобрачаја до 1. јануара 2007, као што је приказано на овом графикону.

## Основни принципи
Контрола ваздушног простора унутар сваке агенције за контрола ваздушног простора условљена је обимом и очекиваним захтевима саобраћаја, на „њеном небу”, а све у функцији пружањем квалитетних услуга цивилним и војним ваздухопловима.
Управљање ваздушним саобраћајем у свакој појединачној агенцији за контрола ваздушног простора, заснива се на високо софистицираној технологији која прати нове стандарде из области ваздухопловне индустрије. То подразумева примену најновијих система опреме и организације рада, како би се реализовала оптимална искоришћеност ваздушног простора и повећала ефикасност летења у простору из надлежности агенције.
Поред тога, систем контроле мора ваздушног простора мора да се непрестано и што је могуће брже прилагођава могућим оперативним ризицима (времену као меторолошкој појави, штрајковима, инцидентим на аеродрому, терористичким активностима итд).
Организација ваздушног саобраћаја
Посебну пажњу свака агенција за контролу ваздушног простора у циљу бољег и организованијег ваздушног саобраћаја изнад своје територије, спроводи:
- Планирање и организацију саобраћаја у сопственом ваздушном простору
- Развој рутне мреже у циљу унапређења услуге контроле летења (ATS),
- Константно унапређење процеса управљања ваздушним простором (ASM)
- Управљање токовима саобраћаја (енгл. ATFM, Air Traffic Flow Management) (пружање информације менаџменту за контролу ваздушног саобраћаја да што ефикасније планирају летове).

Циљеви и задаци
Основни циљеви сваке агенције за контролу ваздушног простора су;
- Имплементација унапређеног процеса управљања ваздушним простором — што доприноси оптималном планирању рута, бољој искоришћености расположивог ваздушног простора, повећању ефикасности у раду и смањењењу времена кашњења ваздухоплова у полетању и слетању.
- Спровођење активности на примени одређених поступака — који треба да омогући да ваздухоплови који поседују одговарајућу опрему користе њене максималне могућности и на тај начин оптимизују путање ваздухоплова у прилажењу и полетању.
- Обезбеђењу прецизније путање ваздухоплова — што повећава капацитет аеродромског терминала.

Услуге
Агенција за контрола ваздушног простора на одређеној територији одговорна је и за пружање услуга у ваздушном саобраћају које могу бити:
- Услуге контроле летења – енгл. .
- Услуге информисања ваздухоплова у лету – FIS
- Услуге узбуњивања – ALR у ваздушном простору

Цивилно - војна координација
Агенције за управљање ваздушним саобраћајем обављају и све задатке везане за контролу заштите и алокације (преусмеравања на профитабилнији облик) ваздушног простора - Она то реализације непрестаном цивилно-војном координацијом на претактичком и тактичком нивоу. У ове активности спадају:
- Прикупљање и анализа захтева за коришћење ваздушног простора од стране војних и цивилних корисника.
- Арбитража и решавање, евентуалних, конфликтних захтева.
- Доношење одлуке о што бољем коришћењу ваздушног простора на претактичком и тактичком ASM нивоу.
- Објављивање одлуке о алокацији ваздушног простора подношењем захтева за издавање NOTAM („NOTAM PROPOSAL“),
- Израда и вођење статистике о употреби TSA зона.

## Површина ваздушног простора
Површина ваздушног простора који контролише једна агенција зависи од величине земље или територије која је уговором регулисана између две или више земаља.
Тако на пример територија коју контролише заједничка агенција Србије и Црне Горе, под називом  Контрола летења Србије и Црне Горе (Serbia and Montenegro Air Traffic Services, SMATSА) доо Београд, покрива површину од 145.566 km2, и обухвата ваздушни простор Републике Србије, ваздушни простор Црне Горе, део ваздушног простора изнад Јадранског мора, као и 55% горњег ваздушног простора територије Босне и Херцеговине.